# Lawrence (Kansas)
Lawrence város Kansas államban, az Egyesült Államokban, Kansas City területén, Douglas megyében. 

## Fekvése
Kansas Citytől 66 mérföldre nyugatra és Topekától 43 mérföldre keletre fekvő település.

## Földrajz, közlekedés

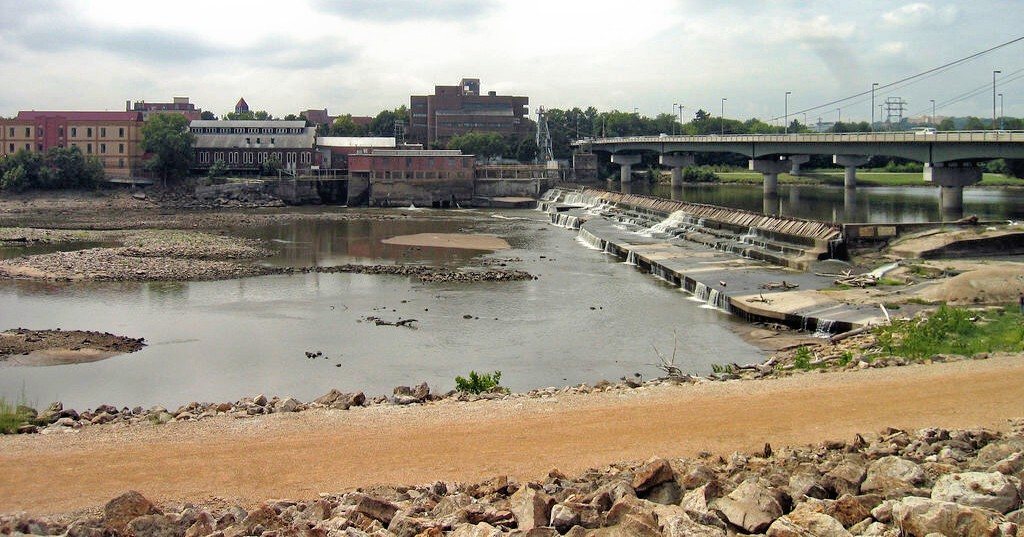
A Kansas folyó Lawrence-nél

A város a Wakarusa, Kansas (KAW folyó) torkolatánál fekszik. A település központjában emelkedő dombon áll az Kansasi Egyetem fő épülete. A várostól délnyugatra található a duzzasztott Wakaruse Clinton-tó. Lawrence-ben több vasúti vonal is található.

## Története
A várost 1854-ben a New England Emigráns támogatású Company alapította, Amos Adams Lawrence néven. A New England Emigráns támogatású Company része volt a rabszolgaság-ellenes mozgalomnak. 
Ekkoriban sokan költöztek Kansasba, mert az úgynevezett Kansas–Nebraska-törvény kimondta, hogy az itt élő emberek szavazhatnak a rabszolgaság eltörléséről vagy megmaradásáról.
Első újságja az1854-ben indult úgynevezett Kansas Pioneer című újság volt.
Lawrence polgárháborús mészárlás színhely volt, amelyben 183 városlakót megöltek és ekkor a város nagy része is leégett.
2009-ben mintegy 92 000 lakosa volt.

## Oktatási intézmények
- Kansasi Egyetem
- Haskell Indián Nemzetek Egyetem

1. ↑  2020. évi népszámlálás az Egyesült Államokban. 2020. évi népszámlálás az Egyesült Államokban . (Hozzáférés: 2022. január 1.)